# اچ‌ام‌اس بی۵
اچ‌ام‌اس بی۵ (به انگلیسی: HMS B5) یک زیردریایی بود که طول آن ۱۳۵ فوت (۴۱ متر) بود. این زیردریایی در سال ۱۹۰۵ ساخته شد.